# ゴナーブ島
ゴナーブ島 (ゴナーブとう、フランス語: Île de la Gonâve、ハイチ語: Lagonav、英語: Gonâve Island) は、カリブ海のイスパニョーラ島の西、ハイチの西県に属し首都ポルトープランスの北西、ゴナーブ湾に浮かぶ島である。
面積は約690km2の険しい地形の不毛の島で、気候は乾燥しているが、農作物としてラム酒、バナナやサイザルアサなどが栽培されている。牛の放牧も行っている。
島の人口は 87,077 人（2015年推定）である 。行政上はゴナーブ島のみでラゴナーヴ郡を形成する。郡都のアンサガレットとプワンタラケットの2つのコミューンがある。

## 脚註
1. 1 2 3  “Haiti: administrative units, extended”.   GeoHive.com. 2016年10月5日時点のオリジナルよりアーカイブ。2021年8月10日閲覧。
2. ↑  “POPULATION TOTALE, POPULATION DE 18 ANS ET PLUS MÉNAGES ET DENSITÉS ESTIMÉS EN 2015” (pdf).   Institut Haïtien de Statistique et d’Informatique (IHSI). pp. 16 - 17 (2015年3月). 2021年8月10日閲覧。